# 表大㺪
表大㺪（朝鮮語: 표대박）は、中国後周の文官であり、朝鮮氏族の新昌表氏の始祖である。
中国後周の吏部尚書を務めていたが、後周滅亡後の960年に高麗に帰化した。
子孫には、忠粛王代に左理功臣に任命され、温昌伯に封ぜられた表仁呂がいる。